# Championnat NCAA de football américain 2023
Navigation
Édition précédente Édition suivante
Le Championnat NCAA de football américain 2023 est la saison 2023 du championnat de football américain universitaire de Division I (FBS) organisé par la NCAA aux États-Unis. Il rassemble 133 équipes.
La saison régulière débute le 26 août 2023 et se termine le 9 décembre 2023. L'après saison régulière débutera le 15 décembre 2023 et se terminera le 8 janvier 2024 par la finale nationale (College Football Championship Game 2024) qui se déroulera au NRG Stadium de Houston dans l'État du Texas. Les deux finalistes seront issus du tournoi réunissant pour la dernière fois les 4 meilleures équipes de la saison, celles-ci étant désignées par le Comité du College Football Playoff. En effet, après 10 saisons, le nombre de participants au tournoi passera à douze (12).
La présente saison est considérée également comme la 154e saison de l'histoire du football américain universitaire, aucun match n'ayant été joué en 1871.

## Réalignement des conférences
De nombreux changements sont intervenus et vont intervenir au niveau des conférences au cours des saisons 2023 et 2024.
Pour la présente saison :
- Deux universités participeront pour la première fois au championnat de la NCAA Division I FBS en 2023. Les universités Sam Houston State et Jacksonville State commencent leur transition arrivant respectivement de la Western Athletic Conference (WAC) et de l'Atlantic Sun Conference (ASUN) en NCAA Division I FCS pour rejoindre la Conference USA (CUSA)[1].
- Deux autres équipes indépendantes de FBS, Liberty et New Mexico State rejoignent également cette conférence en 2023, les autres programmes sportifs de ces universités étant respectivement toujours membres des conférences ASUN et WAC[1].

- Six universités membres de la Conference USA (Charlotte, Florida Atlantic, North Texas, Rice, UAB et UTSA) rejoignent l'American Athletic Conference (AAC)[2].

- Trois équipes de l'AAC, Cincinnati, Houston, et UCF rejoignent la Big 12 Conference en 2023 en compagnie de l'équipe indépendante de BYU[3].

| Programme          | Ancienne conférence | Nouvelle conférence |
| ------------------ | ------------------- | ------------------- |
| BYU                | Indépendant         | Big 12              |
| Charlotte          | CUSA                | AAC                 |
| Cincinnati         | AAC                 | Big 12              |
| Florida Atlantic   | CUSA                | AAC                 |
| Houston            | AAC                 | Big 12              |
| Jacksonville State | ASUN (FCS)          | CUSA                |
| Liberty            | Indépendant         | CUSA                |
| New Mexico State   | Indépendant         | CUSA                |
| North Texas        | CUSA                | AAC                 |
| Rice               | CUSA                | AAC                 |
| Sam Houston        | WAC (FCS)           | CUSA                |
| UAB                | CUSA                | AAC                 |
| UCF                | AAC                 | Big 12              |
| UTSA               | CUSA                | AAC                 |
Pour la saison suivante :
- Les Bruins de l'UCLA et les Trojans de l'USC jouent leur dernière saison en Pacific-12 Conference avant de rejoindre en 2014 la Big Ten Conference.

- Les Longhorns du Texas et les Sooners de l'Oklahoma, qui avaient annoncé leur départ de la Big 12 Conference vers la Southeastern Conference (SEC) au plus tard en 2025, ont conclu un accord de rachat leur permettant de rejoindre la SEC en 2024[4].

- Kennesaw State de l'ASUN prend le statut d'équipe indépendante en FCS, commençant sa transition vers la FBS dans le but de rejoindre la Conference USA en 2024[5].

- Le 27 juillet 2023, Colorado annonce leur départ de la Pac-12 en 2024 pour revenir dans la Big 12 après une absence de 13 ans[6]. Le 4 août 2023, cinq autres universités annoncent qu'elles quitteront la Pac-12 en 2024, Arizona, Arizona State et Utah rejoignant la Big 12[7], Oregon et Washington rejoignant la Big Ten[8]. La Pac-12 perd deux membres supplémentaires le 1er septembre, Californie et Stanford annonçant qu'ils rejoindront l'Atlantic Coast Conference en 2024. Dans le même temps, SMU annonc qu'il rejoindra également l'ACC en 2024, quittant l'American Athletic Conference[9].
- Le 25 octobre 2023, l'American Athletic Conference annonce que dès le 1er juillet 2024, le programme de football américain de l'Army deviendra membre de sa conférence[10].

| Programme                     | Ancienne conférence (2023) | Nouvelle conférence (2024) |
| ----------------------------- | -------------------------- | -------------------------- |
| Wildcats de l'Arizona         | Pac-12                     | Big 12                     |
| Sun Devils d'Arizona State    | Pac-12                     | Big 12                     |
| Black Knights de l'Army       | Indépendant                | American                   |
| Golden Bears de la Californie | Pac-12                     | ACC                        |
| Buffaloes du Colorado         | Pac-12                     | Big 12                     |
| Owls de Kennesaw State        | Indépendant (FCS)          | CUSA                       |
| Sooners de l'Oklahoma         | Big 12                     | SEC                        |
| Ducks de l'Oregon             | Pac-12                     | Big Ten                    |
| Mustangs de SMU               | American                   | ACC                        |
| Cardinal de Stanford          | Pac-12                     | ACC                        |
| Longhorns du Texas            | Big 12                     | SEC                        |
| Bruins de l'UCLA              | Pac-12                     | Big Ten                    |
| Trojans de l'USC              | Pac-12                     | Big Ten                    |
| Utes de l'Utah                | Pac-12                     | Big 12                     |
| Huskies de Washington         | Pac-12                     | Big Ten                    |

### Les stades
- Arizona State annonce un accord commercial portant sur 15 saisons relatif au droit du nom de leur stade renommant celui-ci en Mountain America Stadium[11] ;
- North Texas annonce un accord commercial avec la Denton Area Teachers Credit Union pour changer le nom de leur stade en DATCU Stadium (en)[12].

## Résultats de la saison régulière

### Semaine zéro
La saison régulière débute le samedi 26 août avec SEPT matchs programmé lors de la semaine dénommée "zéro" :
| Match              | Match   | Match            | Nom de l'événement                       | Lieu                                                 |
| ------------------ | ------- | ---------------- | ---------------------------------------- | ---------------------------------------------------- |
| #13 Notre Dame     | 42 - 03 | Navy             | Aer Lingus College Football Classic (en) | Aviva Stadium, Dublin                                |
| Jacksonville State | 17 - 14 | UTEP             | -                                        | Burgess–Snow Field at JSU Stadium (en), Jacksonville |
| Louisiana Tech     | 22 - 17 | FIU              | -                                        | Joe Aillet Stadium (en), Ruston                      |
| San Diego State    | 20 - 13 | Ohio             | -                                        | Snapdragon Stadium, San Diego                        |
| #6 USC             | 56 - 28 | San Jose State   | -                                        | Los Angeles Memorial Coliseum, Los Angeles           |
| UMass              | 41 - 30 | New Mexico State | -                                        | Aggie Memorial Stadium, Las Cruces                   |
| Vanderbilt         | 35 - 28 | Hawaii           | -                                        | FirstBank Stadium, Nashville                         |

### 1resemaine
La majorité des équipes de la Division I FBS débutent leur saison le weekend du Jour du Travail (Labour Day). Trois matchs sont joués sur terrain neutre :
| Date             | Match              | Match   | Match          | Lieu                                   | Nom de l'évènement         |
| ---------------- | ------------------ | ------- | -------------- | -------------------------------------- | -------------------------- |
| 2 septembre 2023 | Louisville         | 39 - 34 | Georgia Tech   | Mercedes-Benz Stadium, Atlanta, GA     | Aflac Kickoff Game (en)    |
| 2 septembre 2023 | #21 North Carolina | 31 - 17 | South Carolina | Bank of America Stadium, Charlotte, NC | Duke's Mayo Classic (en)   |
| 3 septembre 2023 | #8 Florida State   | 45 - 24 | #5 LSU         | Camping World Stadium, Orlando, FL     | Camping World Kickoff (en) |

### 2esemaine
| Date             | Match     | Match   | Match      | Lieu                                 | Nom de l'évènement        |
| ---------------- | --------- | ------- | ---------- | ------------------------------------ | ------------------------- |
| 9 septembre 2023 | #11 Texas | 34 - 24 | #3 Alabama | Bryant–Denny Stadium, Tuscaloosa, AL | Allstate Crossbar Classic |

### Matchs entre équipes du Top 10
Le tableau ci-dessous reprend les résultats des matchs joués entre équipes classées au moment du match dans le Top 10 du College Football Playoff (à partir de la 10e semaine) et de l'Associated Press. Dès la 10e semaine, les deux rankings indiqués font respectivement référence à celui du CFP et à celui de l'AP. Si une équipe n'est pas reprise dans le Top 10 d'un des deux classements, une note sera insérée.
| Semaines | Matchs            | Matchs  | Matchs              | Lieux                                                          |
| -------- | ----------------- | ------- | ------------------- | -------------------------------------------------------------- |
| Semaines | Vainqueur         | Scores  | Perdant             | Lieux                                                          |
| 1        | # 8 Florida State | 45 - 24 | #5 LSU              | Camping World Kickoff, Camping World Stadium, Orlando, Floride |
| 4        | #6 Ohio State     | 17- 14  | #9 Notre Dame       | Notre Dame Stadium, Notre Dame, Indiana                        |
| 7        | #7 Washington     | 36 - 33 | #8 Oregon           | Husky Stadium, Seattle, Washington                             |
| 8        | #3 Ohio State     | 20 - 12 | #7 Penn State       | Ohio Stadium, Columbus, Ohio                                   |
| 11       | #3/2 Michigan     | 24 - 15 | #10/9 Penn State    | Beaver Stadium, University Park, Pensylvanie                   |
| 11       | #2/1 Georgia      | 52 - 17 | #9/10 Ole Miss      | Sanford Stadium, Athens, Géorgie                               |
| 12       | #5/5 Washington   | 22 - 20 | #11/10 Oregon State | Reser Stadium, Corvallis, Oregon                               |
| 13       | #3/3 Michigan     | 30 - 24 | #2/2 Ohio State     | Michigan Stadium, Ann Arbor, Michigan                          |

| Conf.  | Date                              | Matchs          | Matchs  | Matchs       | Lieux                                   |
| ------ | --------------------------------- | --------------- | ------- | ------------ | --------------------------------------- |
| Conf.  | Date                              | Vainqueur       | Scores  | Perdant      | Lieux                                   |
| Pac-12 | 1er décembre 2023 - 20h00 locales | #3/3 Washington | 34 - 31 | #5/5 Oregon  | Allegiant Stadium, Paradise, Nevada     |
| SEC    | 2 décembre 2023 - 16h00 locales   | #8/8 Alabama    | 27 - 24 | #1/1 Georgia | Mercedes-Benz Stadium, Atlanta, Géorgie |

| Bowl                      | Date                     | Matchs                         | Matchs                         | Matchs                         | Lieux                                             |
| ------------------------- | ------------------------ | ------------------------------ | ------------------------------ | ------------------------------ | ------------------------------------------------- |
| Bowl                      | Date                     | Vainqueur                      | Scores                         | Perdant                        | Lieux                                             |
| Cotton Bowl               | 29 décembre 2023 - 08h00 | #7 Ohio State vs #9 Missouri   | #7 Ohio State vs #9 Missouri   | #7 Ohio State vs #9 Missouri   | AT&T Stadium, Arlington, Texas                    |
| Orange Bowl               | 30 décembre 2023 - 16h00 | #5 Florida State vs #6 Georgia | #5 Florida State vs #6 Georgia | #5 Florida State vs #6 Georgia | Hard Rock Stadium, Miami, Floride                 |
| Rose Bowl (½ finale CFB)  | 1er janvier 2024 - 17h00 | #1 Michigan vs # 4 Alabama     | #1 Michigan vs # 4 Alabama     | #1 Michigan vs # 4 Alabama     | Rose Bowl, Pasadena, Californie                   |
| Sugar Bowl (½ finale CFB) | 1er janvier 2024 - 20h45 | #2 Washington vs #3 Texas      | #2 Washington vs #3 Texas      | #2 Washington vs #3 Texas      | Caesars Superdome, La Nouvelle-Orléans, Louisiane |

### Scores surprenants
Le tableau ci-dessous reprend les résultats des matchs remportés par une équipe FCS sur une équipe FBS au cours de la saison 2023. Le ranking correspond à celui des Divisions :
| Dates        | Matchs                | Matchs  | Matchs            | Lieux                           |
| ------------ | --------------------- | ------- | ----------------- | ------------------------------- |
| Dates        | Équipes FCS           | Scores  | Équipes FBS       | Lieux                           |
| 9 septembre  | #24 Southern Illinois | 14 - 11 | Northern Illinois | Huskie Stadium • DeKalb, IL     |
| 9 septembre  | Fordham               | 40 - 37 | Buffalo           | UB Stadium • Amherst, NY        |
| 9 septembre  | #7 Idaho              | 33 - 06 | Nevada            | Mackay Stadium • Reno, NV       |
| 16 septembre | #8 Sacramento State   | 30 - 23 | Stanford          | Stanford Stadium • Stanford, CA |

Le tableau ci-dessous reprend les résultats des matchs remportés par une équipe non classée sur une équipe classée dans le Top 25 au cours de la saison 2023 :
| Dates        | Matchs            | Matchs  | Matchs               |
| ------------ | ----------------- | ------- | -------------------- |
| Dates        | Vainqueurs        | Scores  | Perdants             |
| 2 septembre  | Colorado          | 45 - 42 | #17 TCU              |
| 4 septembre  | Duke              | 28 - 07 | #9 Clemson           |
| 9 septembre  | Washington State  | 31 - 22 | #19 Wisconsin        |
| 9 septembre  | Miami (FL)        | 48 - 33 | #23 Texas A&M        |
| 16 septembre | Florida           | 29 - 16 | #11 Tennessee        |
| 16 septembre | Missouri          | 30 - 27 | #15 Kansas State     |
| 30 septembre | Kentucky          | 33 - 14 | #22 Florida          |
| 7 octobre    | UCLA              | 25 - 17 | #13 Washington State |
| 7 octobre    | Georgia Tech      | 23 - 20 | #17 Miami (FL)       |
| 7 octobre    | Wyoming           | 24 - 19 | #24 Fresno State     |
| 14 octobre   | Pittsburgh        | 38 - 21 | #14 Louisville       |
| 14 octobre   | Arizona           | 44 - 06 | #19 Washington State |
| 14 octobre   | Oklahoma State    | 39 - 32 | #23 Kansas           |
| 14 octobre   | Missouri          | 38 - 21 | #24 Kentucky         |
| 21 octobre   | Virginia          | 31 - 27 | #10 North Carolina   |
| 21 octobre   | Minnesota         | 12 - 10 | #24 Iowa             |
| 28 octobre   | Kansas            | 38 - 33 | #6 Oklahoma          |
| 28 octobre   | Arizona           | 27 - 24 | #11 Oregon State     |
| 28 octobre   | Georgia Tech      | 46 - 42 | #17 North Carolina   |
| 4 novembre   | Oklahoma State    | 27 - 24 | #10 Oklahoma         |
| 4 novembre   | Clemson           | 31 - 23 | #12 Notre Dame       |
| 4 novembre   | Army              | 23 - 03 | #17 Air Force        |
| 4 novembre   | Arizona           | 27 - 10 | #20 UCLA             |
| 11 novembre  | UCF               | 45 - 03 | #15 Oklahoma State   |
| 11 novembre  | Texas Tech        | 16 - 13 | #19 Kansas           |
| 18 novembre  | Appalachian State | 26ET23  | #18 James Madison    |
| 18 novembre  | Clemson           | 31 - 20 | #22 North Carolina   |
| 25 novembre  | Kentucky          | 38 - 31 | #9 Louisville        |
| 25 novembre  | Iowa State        | 42 - 35 | #19 Kansas State     |

## Classement des conférences
| Sigle | Signification                                                                                  |
| ----- | ---------------------------------------------------------------------------------------------- |
| §     | Co-champions de Conference                                                                     |
| ^     | Participant au College Football Playoff                                                        |
| †     | Champion de Conférence                                                                         |
| x     | Champion/co-champions de Division                                                              |
| y     | Participant à la finale de conférence                                                          |
| ≈     | Inéligible pour un bowl d'après-saison à cause des règles de transition entre FCS et FBS       |
| ≈≈    | Inéligible pour un bowl d'après-saison à cause de sanctions (Academic Progress Rate Penalties) |

| American Athletic Conference                             |        |                  |      |      |       |       |
| Équipe                                                   | Équipe | Équipe           | Conf | Conf | Total | Total |
| Équipe                                                   | Équipe | Équipe           | V    | D    | V     | D     |
| #20                                                      | †y     | SMU              | 8    | 0    | 11    | 3     |
|                                                          | y      | Tulane           | 8    | 0    | 11    | 3     |
|                                                          |        | UTSA             | 7    | 1    | 9     | 4     |
|                                                          |        | Memphis          | 6    | 2    | 10    | 3     |
|                                                          |        | South Florida    | 4    | 4    | 7     | 6     |
|                                                          |        | Rice             | 4    | 4    | 6     | 7     |
|                                                          |        | Navy             | 4    | 4    | 5     | 6     |
|                                                          |        | North Texas      | 3    | 5    | 5     | 7     |
|                                                          |        | UAB              | 3    | 5    | 4     | 8     |
|                                                          |        | Florida Atlantic | 3    | 5    | 4     | 8     |
|                                                          |        | Charlotte        | 2    | 6    | 3     | 9     |
|                                                          |        | Tulsa            | 2    | 6    | 4     | 8     |
|                                                          |        | Temple           | 1    | 7    | 3     | 9     |
|                                                          |        | East Carolina    | 1    | 7    | 2     | 10    |
| Finale de Conférence le 2 déc. 2023 : SMU 26 - 24 Tulane |        |                  |      |      |       |       |

| Atlantic Coast Conference                                             |        |                      |      |      |       |       |
| Équipe                                                                | Équipe | Équipe               | Conf | Conf | Total | Total |
| Équipe                                                                | Équipe | Équipe               | V    | D    | V     | D     |
| #6                                                                    | †y     | Florida State        | 9    | 0    | 13    | 1     |
| #19                                                                   | y      | Louisville           | 7    | 1    | 10    | 4     |
| #21                                                                   |        | North Carolina State | 6    | 2    | 9     | 4     |
|                                                                       |        | Georgia Tech         | 5    | 3    | 7     | 6     |
|                                                                       |        | Virginia Tech        | 5    | 3    | 7     | 6     |
|                                                                       |        | North Carolina       | 4    | 4    | 8     | 5     |
|                                                                       |        | Clemson              | 4    | 4    | 9     | 4     |
|                                                                       |        | Duke                 | 4    | 4    | 8     | 5     |
|                                                                       |        | Miami (FL)           | 3    | 5    | 7     | 6     |
|                                                                       |        | Boston College       | 3    | 5    | 7     | 6     |
|                                                                       |        | Syracuse             | 2    | 6    | 6     | 7     |
|                                                                       |        | Virginie             | 2    | 6    | 3     | 9     |
|                                                                       |        | Pittsburgh           | 2    | 6    | 3     | 9     |
|                                                                       |        | Wake Forest          | 1    | 7    | 4     | 8     |
| Finale de Conférence le 2 déc. 2023 : Louisville 6 - 16 Florida State |        |                      |      |      |       |       |

| Big Ten Conference                                         |        |                |      |      |       |       |
| Équipe                                                     | Équipe | Équipe         | Conf | Conf | Total | Total |
| Équipe                                                     | Équipe | Équipe         | V    | D    | V     | D     |
| East                                                       |        |                |      |      |       |       |
| #1                                                         | †xy    | Michigan       | 9    | 0    | 15    | 0     |
| #10                                                        |        | Ohio State     | 8    | 1    | 11    | 2     |
| #13                                                        |        | Penn State     | 7    | 2    | 10    | 3     |
|                                                            |        | Maryland       | 4    | 5    | 8     | 5     |
|                                                            |        | Rutgers        | 3    | 6    | 7     | 6     |
|                                                            |        | Michigan State | 2    | 7    | 4     | 8     |
|                                                            |        | Indiana        | 1    | 8    | 3     | 9     |
| West                                                       |        |                |      |      |       |       |
| #24                                                        | xy     | Iowa           | 7    | 2    | 10    | 4     |
|                                                            |        | Northwestern   | 5    | 4    | 8     | 5     |
|                                                            |        | Wisconsin      | 5    | 4    | 7     | 6     |
|                                                            |        | Illinois       | 3    | 6    | 5     | 7     |
|                                                            |        | Minnesota      | 3    | 6    | 5     | 7     |
|                                                            |        | Nebraska       | 3    | 6    | 5     | 7     |
|                                                            |        | Purdue         | 3    | 6    | 4     | 8     |
| Finale de Conférence le 2 déc. 2023 : Michigan 26 - 0 Iowa |        |                |      |      |       |       |

| Big 12 Conference                                                  |        |                |      |      |       |       |
| Équipe                                                             | Équipe | Équipe         | Conf | Conf | Total | Total |
| Équipe                                                             | Équipe | Équipe         | V    | D    | V     | D     |
| #3                                                                 | †y     | Texas          | 8    | 1    | 12    | 2     |
| #16                                                                | y      | Oklahoma State | 7    | 2    | 10    | 4     |
| #15                                                                |        | Oklahoma       | 7    | 2    | 10    | 3     |
|                                                                    |        | Iowa State     | 6    | 3    | 7     | 6     |
| #18                                                                |        | Kansas State   | 6    | 3    | 9     | 4     |
|                                                                    |        | West Virginia  | 6    | 3    | 9     | 4     |
|                                                                    |        | Texas Tech     | 5    | 4    | 7     | 6     |
| #23                                                                |        | Kansas         | 5    | 4    | 9     | 4     |
|                                                                    |        | UCF            | 3    | 6    | 6     | 7     |
|                                                                    |        | TCU            | 3    | 6    | 5     | 7     |
|                                                                    |        | Baylor         | 2    | 7    | 3     | 9     |
|                                                                    |        | BYU            | 2    | 7    | 5     | 7     |
|                                                                    |        | Houston        | 2    | 7    | 4     | 8     |
|                                                                    |        | Cincinnati     | 1    | 8    | 3     | 9     |
| Finale de Conférence le 2 déc. 2023 : Oklahoma State 21 - 49 Texas |        |                |      |      |       |       |

| Conference USA                                                           |        |                    |      |      |       |       |
| Équipe                                                                   | Équipe | Équipe             | Conf | Conf | Total | Total |
| Équipe                                                                   | Équipe | Équipe             | V    | D    | V     | D     |
| #25                                                                      | †y     | Liberty            | 8    | 0    | 13    | 1     |
|                                                                          | y      | New Mexico State   | 7    | 1    | 10    | 5     |
| ≈                                                                        | ≈      | Jacksonville State | 6    | 2    | 9     | 4     |
|                                                                          |        | Western Kentucky   | 5    | 3    | 8     | 5     |
|                                                                          |        | Middle Tennessee   | 3    | 5    | 4     | 8     |
|                                                                          |        | UTEP               | 2    | 6    | 3     | 9     |
| ≈                                                                        | ≈      | Sam Houston        | 2    | 6    | 3     | 9     |
|                                                                          |        | Louisiana Tech     | 2    | 6    | 3     | 9     |
|                                                                          |        | FIU                | 1    | 7    | 4     | 8     |
| Finale de Conférence le 1er déc. 2023 : Liberty 49 - 35 New Mexico State |        |                    |      |      |       |       |

| Mid-American Conference                                         |        |                   |      |      |       |       |
| Équipe                                                          | Équipe | Équipe            | Conf | Conf | Total | Total |
| Équipe                                                          | Équipe | Équipe            | V    | D    | V     | D     |
| East                                                            |        |                   |      |      |       |       |
|                                                                 | †xy    | Miami (OH)        | 7    | 1    | 11    | 3     |
|                                                                 |        | Ohio              | 6    | 2    | 10    | 3     |
|                                                                 |        | Bowling Green     | 5    | 3    | 7     | 6     |
|                                                                 |        | Buffalo           | 2    | 5    | 3     | 9     |
|                                                                 |        | Akron             | 1    | 7    | 2     | 10    |
|                                                                 |        | Kent State        | 0    | 8    | 1     | 11    |
| West                                                            |        |                   |      |      |       |       |
|                                                                 | xy     | Toledo            | 8    | 0    | 11    | 3     |
|                                                                 |        | Northern Illinois | 5    | 3    | 7     | 6     |
|                                                                 |        | Eastern Michigan  | 4    | 4    | 6     | 7     |
|                                                                 |        | Central Michigan  | 3    | 5    | 5     | 7     |
|                                                                 |        | Ball State        | 3    | 5    | 4     | 8     |
|                                                                 |        | Western Michigan  | 3    | 5    | 4     | 8     |
| Finale de Conférence le 2 déc. 2023 : Miami (OH) 23 - 14 Toledo |        |                   |      |      |       |       |

| Mountain West Conference                                       |        |                 |      |      |       |       |
| Équipe                                                         | Équipe | Équipe          | Conf | Conf | Total | Total |
| Équipe                                                         | Équipe | Équipe          | V    | D    | V     | D     |
|                                                                | y      | UNLV            | 6    | 2    | 9     | 5     |
|                                                                | †y     | Boise State     | 6    | 2    | 8     | 6     |
|                                                                |        | San Jose State  | 6    | 2    | 7     | 6     |
|                                                                |        | Air Force       | 5    | 3    | 9     | 4     |
|                                                                |        | Wyoming         | 5    | 3    | 9     | 4     |
|                                                                |        | Fresno State    | 4    | 4    | 9     | 4     |
|                                                                |        | Utah State      | 4    | 4    | 6     | 7     |
|                                                                |        | Hawaï           | 3    | 5    | 5     | 8     |
|                                                                |        | Colorado State  | 3    | 5    | 5     | 7     |
|                                                                |        | Nevada          | 2    | 6    | 2     | 10    |
|                                                                |        | New Mexico      | 2    | 6    | 4     | 8     |
|                                                                |        | San Diego State | 2    | 6    | 4     | 8     |
| Finale de Conférence le 2 déc. 2023 : Boise State 44 - 20 UNLV |        |                 |      |      |       |       |

| Pacific-12 Conference                                             |        |                  |      |      |       |       |
| Équipe                                                            | Équipe | Équipe           | Conf | Conf | Total | Total |
| Équipe                                                            | Équipe | Équipe           | V    | D    | V     | D     |
| #2                                                                | †y     | Washington       | 9    | 0    | 14    | 1     |
| #6                                                                | y      | Oregon           | 8    | 1    | 12    | 2     |
| #11                                                               |        | Arizona          | 7    | 2    | 10    | 3     |
|                                                                   |        | Oregon State     | 5    | 4    | 8     | 5     |
|                                                                   |        | Utah             | 5    | 4    | 8     | 5     |
|                                                                   |        | USC              | 5    | 4    | 8     | 5     |
|                                                                   |        | California       | 4    | 5    | 6     | 7     |
|                                                                   |        | UCLA             | 4    | 5    | 8     | 5     |
|                                                                   |        | Washington State | 2    | 7    | 5     | 7     |
|                                                                   |        | Stanford         | 2    | 7    | 3     | 9     |
|                                                                   |        | Arizona State    | 2    | 7    | 3     | 9     |
|                                                                   |        | Colorado         | 1    | 8    | 4     | 8     |
| Finale de Conférence le 1er déc. 2023 : Washington 34 - 31 Oregon |        |                  |      |      |       |       |

| Southeastern Conference (SEC)                                 |        |                   |      |      |       |       |
| Équipe                                                        | Équipe | Équipe            | Conf | Conf | Total | Total |
| Équipe                                                        | Équipe | Équipe            | V    | D    | V     | D     |
| East                                                          |        |                   |      |      |       |       |
| #4                                                            | xy     | Georgia           | 8    | 0    | 13    | 1     |
| #8                                                            |        | Missouri          | 6    | 2    | 11    | 2     |
| #17                                                           |        | Tennessee         | 4    | 4    | 9     | 4     |
|                                                               |        | Kentucky          | 3    | 5    | 7     | 6     |
|                                                               |        | Florida           | 3    | 5    | 5     | 7     |
|                                                               |        | South Carolina    | 3    | 5    | 5     | 7     |
|                                                               |        | Vanderbilt        | 0    | 8    | 2     | 10    |
| West                                                          |        |                   |      |      |       |       |
| #5                                                            | †xy    | Alabama           | 8    | 0    | 12    | 2     |
| #9                                                            |        | Ole Miss          | 6    | 2    | 11    | 2     |
| #12                                                           |        | LSU               | 6    | 2    | 10    | 3     |
|                                                               |        | Texas A&M         | 4    | 4    | 7     | 6     |
|                                                               |        | Auburn            | 3    | 5    | 6     | 7     |
|                                                               |        | Mississippi State | 1    | 7    | 5     | 7     |
|                                                               |        | Arkansas          | 1    | 7    | 4     | 8     |
| Finale de Conférence le 2 déc. 2023 : Georgia 24 - 27 Alabama |        |                   |      |      |       |       |

| Sun Belt Conference                                                  |        |                   |      |      |       |       |
| Équipe                                                               | Équipe | Équipe            | Conf | Conf | Total | Total |
| Équipe                                                               | Équipe | Équipe            | V    | D    | V     | D     |
| East                                                                 |        |                   |      |      |       |       |
| ≈                                                                    | ≈      | James Madison     | 7    | 1    | 11    | 2     |
|                                                                      | xy     | Appalachian State | 6    | 2    | 9     | 5     |
|                                                                      |        | Coastal Carolina  | 5    | 3    | 8     | 5     |
|                                                                      |        | Old Dominion      | 5    | 3    | 6     | 7     |
|                                                                      |        | Georgia State     | 3    | 5    | 7     | 6     |
|                                                                      |        | Marshall          | 3    | 5    | 6     | 7     |
|                                                                      |        | Georgia Southern  | 3    | 5    | 6     | 7     |
| West                                                                 |        |                   |      |      |       |       |
|                                                                      | †xy    | Troy              | 7    | 1    | 11    | 3     |
|                                                                      |        | Texas State       | 4    | 4    | 8     | 5     |
|                                                                      |        | Arkansas State    | 4    | 4    | 6     | 7     |
|                                                                      |        | South Alabama     | 4    | 4    | 7     | 6     |
|                                                                      |        | Louisiana         | 3    | 5    | 6     | 7     |
|                                                                      |        | Southern Miss     | 2    | 6    | 3     | 9     |
|                                                                      |        | Louisiana-Monroe  | 0    | 8    | 2     | 10    |
| Finale de Conférence le 2 déc. 2023 : Appalachian State 23 - 49 Troy |        |                   |      |      |       |       |

| Independents |        |            |       |       |
| Équipe       | Équipe | Équipe     | Total | Total |
| Équipe       | Équipe | Équipe     | V     | D     |
| #14          |        | Notre Dame | 10    | 3     |
|              |        | Army       | 6     | 6     |
|              |        | UConn      | 3     | 9     |
|              |        | UMass      | 3     | 9     |

### Finales de conférence
Le classement des équipes dans le tableau ci-après est celui du CFP paru avant les matchs.
| Dates             | Conférences | Matchs                  | Matchs  | Matchs                    | Stades                                               |
| ----------------- | ----------- | ----------------------- | ------- | ------------------------- | ---------------------------------------------------- |
| 2 décembre 2023   | AAC         | SMU (no 2)              | 26 - 14 | #22 Tulane (no 1)         | Yulman Stadium, La Nouvelle-Orléans, Louisiane       |
| 2 décembre 2023   | ACC         | #4 Florida State (no 1) | 16 - 06 | #14 Louisville (no 2)     | Bank of America Stadium, Charlotte, Caroline du Nord |
| 2 décembre 2023   | B10         | #2 Michigan (East)      | 26 - 0  | #16 Iowa (West)           | Lucas Oil Stadium, Indianapolis, Indiana             |
| 2 décembre 2023   | B12         | #7 Texas (no 1)         | 49 - 21 | #18 Oklahoma State (no 2) | AT&T Stadium, Arlington, Texas                       |
| 1er décembre 2023 | C-USA       | #24 Liberty (no 1)      | 49 - 35 | New Mexico State (no 2)   | Williams Stadium, Lynchburg, Virginie                |
| 2 décembre 2023   | MAC         | Miami (OH) (East)       | 23 - 14 | Toledo (West)             | Ford Field, Détroit, Michigan                        |
| 2 décembre 2023   | MW          | Boise State (no 2)      | 44 - 20 | UNLV (no 1)               | Allegiant Stadium, Paradise, Nevada                  |
| 1er décembre 2023 | Pac-12      | #3 Washington (no 1)    | 34 - 31 | #5 Oregon (no 2)          | Allegiant Stadium, Paradise, Nevada                  |
| 2 décembre 2023   | SEC         | #8 Alabama (West)       | 27 - 24 | #1 Georgia (East)         | Mercedes-Benz Stadium, Atlanta, Géorgie              |
| 2 décembre 2023   | Sun Belt    | Troy (West)             | 49 - 23 | Appalachian State (East)  | Veterans Memorial Stadium (en), Troy, Alabama        |

### Palmarès des conférences
| Conférence | Champion      | Meilleur joueur / entraîneur de l'année | Meilleur joueur / entraîneur de l'année  | Meilleur joueur / entraîneur de l'année | Meilleur joueur / entraîneur de l'année                                             | Meilleur joueur / entraîneur de l'année                  |
| ---------- | ------------- | --------------------------------------- | ---------------------------------------- | --------------------------------------- | ----------------------------------------------------------------------------------- | -------------------------------------------------------- |
| Conférence | Champion      | MVP                                     | Attaque                                  | Défense                                 | Éq. Spéciales                                                                       | Entraîneur                                               |
| AAC        | SMU           | —                                       | Michael Pratt (en), QB, Tulane           | Trey Moore (en), LB, UTSA               | LaJohntay Wester, WR/RS, Florida Atlantic                                           | Willie Fritz (en), Tulane                                |
| ACC        | Florida State | Jordan Travis (en), QB, Florida State   | Jordan Travis, QB, Florida State         | Payton Wilson (en), LB, NC State        | —                                                                                   | Mike Norvell (en), Florida State                         |
| B10        | Michigan      | —                                       | Marvin Harrison Jr., WR, Ohio State      | Jer'Zhan Newton (en), DL, Illinois      | Dragan Kesich (en), PK, Minnesota Tory Taylor (en), P, Iowa Cooper DeJean, RS, Iowa | David Braun (en), Northwestern                           |
| B12        | Texas         | —                                       | Ollie Gordon II (en), RB, Oklahoma State | T'Vondre Sweat (en), DL, Texas          | Austin McNamara, P, Texas Tech                                                      | Mike Gundy (en), Oklahoma St.                            |
| C-USA      | Liberty       | Kaidon Salter (en), QB, Liberty         | Diego Pavia (en), QB, New Mexico State   | Tyren Dupree, LB, Liberty               | Ethan Albertson, PK, New Mexico State                                               | Jamey Chadwell (en), Liberty Jerry Kill (en), New Mexico |
| MAC        | Miami (OH)    | —                                       | Peny Boone, RB, Toledo                   | Matt Salopek, LB, Miami (OH)            | Graham Nicholson, PK, Miami (OH)                                                    | Jason Candle (en), Toledo                                |
| MWC        | Boise State   | —                                       | Ashton Jeanty, RB, Boise State           | Mohamed Kamara (en), DE, Colorado St.   | Jose Pizano, PK, UNLV                                                               | Barry Odom (en), UNLV                                    |
| Pac-12     | Washington    | —                                       | Bo Nix, QB, Oregon                       | Laiatu Latu (en), DE, UCLA              | —                                                                                   | Kalen DeBoer (en), Washington                            |
| SEC        | Alabama       | —                                       | Jayden Daniels, QB, LSU                  | Dallas Turner (en), LB, Alabama         | Will Reichard (en), PK/P, Alabama                                                   | Eliah Drinkwitz (en), Missouri                           |
| Sun Belt   | Troy          | Jordan McCloud (en), QB, James Madison  | Kimani Vidal (en), RB, Troy              | Jalen Green (en), DE, James Madison     | —                                                                                   | Curt Cignetti (en), James Madison                        |

### Classements
Le classement final du CFP établi par le Comité de Sélection du College Football Playoff sera dévoilé le 23 décembre.
L'évolution au fil des semaines du classement CFP (ainsi que ceux des médias AP et USA Today Coaches) peut être visualisée sur la page intitulée Classements de la saison 2023 de NCAA (football américain).
| Couleur | Signification                                         |
| ------- | ----------------------------------------------------- |
| Or      | Équipe championne                                     |
| Orange  | Équipe ayant participé à la série éliminatoire du CFP |

| Place | Équipe                       | V – D | Classement dans la conférence    | Bowl                         |
| ----- | ---------------------------- | ----- | -------------------------------- | ---------------------------- |
| 1er   | Wolverines du Michigan       | 13–0  | Champions Big Ten                | Rose Bowl (½ finale du CFB)  |
| 2e    | Huskies de Washington        | 13–0  | Champions Pac-12                 | Sugar Bowl (½ finale du CFB) |
| 3e    | Longhorns du Texas           | 12–1  | Champions Big 12                 | Sugar Bowl (½ finale du CFB) |
| 4e    | Crimson Tide de l'Alabama    | 12–1  | Champions SEC                    | Rose Bowl (½ finale du CFB)  |
| 5e    | Seminoles de Florida State   | 13–0  | Champions ACC                    | Orange Bowl                  |
| 6e    | Bulldogs de la Géorgie       | 12–1  | Champions Divion SEC East        | Orange Bowl                  |
| 7e    | Buckeyes d'Ohio State        | 11–1  | Champions Division Big Ten East  | Cotton Bowl                  |
| 8e    | Ducks de l'Oregon            | 11–2  | 2e Pac-12                        | Fiesta Bowl                  |
| 9e    | Tigers du Missouri           | 10–2  | 2e Division SEC East             | Cotton Bowl                  |
| 10e   | Nittany Lions de Penn State  | 10–2  | 3e Division Big Ten East         | Peach Bowl                   |
| 11e   | Rebels d'Ole Miss            | 10–2  | 2e Division SEC West (à égalité) | Peach Bowl                   |
| 12e   | Sooners de l'Oklahoma        | 10–2  | 2e Big 12 (à égalité)            | Alamo Bowl                   |
| 13e   | Tigers de LSU                | 9–3   | 2e Division SEC West (à égalité) | ReliaQuest Bowl              |
| 14e   | Wildcats de l'Arizona        | 9–3   | 3e Pac-12                        | Alamo Bowl                   |
| 15e   | Cardinals de Louisville      | 10–3  | 2e ACC                           | Holiday Bowl                 |
| 16e   | Fighting Irish de Notre Dame | 9–3   | Indépendant                      | Sun Bowl                     |
| 17e   | Hawkeyes de l'Iowa           | 10–3  | Champions Division Big Ten West  | Citrus Bowl                  |
| 18e   | Wolfpackde NC State          | 9–3   | 3e ACC                           | Pop-Tarts Bowl               |
| 19e   | Beavers d'Oregon State       | 8–4   | 4e Pac-12 (à égalité)            | Sun Bowl                     |
| 20e   | Cowboys d'Oklahoma State     | 9–4   | 2e Big 12 (à égalité)            | Texas Bowl                   |
| 21e   | Volunteers du Tennessee      | 8–4   | 3e Division SEC East             | Citrus Bowl                  |
| 22e   | Tigers de Clemson            | 8–4   | 6e ACC (à égalité)               | Gator Bowl                   |
| 23e   | Flames de Liberty            | 13–0  | Champions CUSA                   | Fiesta Bowl                  |
| 24e   | Mustangs de SMU              | 11–2  | Champions AAC                    | Fenway Bowl                  |
| 25e   | Wildcats de Kansas State     | 8–4   | 4e Big 12 (à égalité)            | Pop-Tarts Bowl               |

| Place | AP             | Coaches        |
| ----- | -------------- | -------------- |
| 1er   | Michigan (61)  | Michigan (63)  |
| 2e    | Washington     | Washington     |
| 3e    | Texas          | Georgia        |
| 4e    | Georgia        | Texas          |
| 5e    | Alabama        | Alabama        |
| 6e    | Oregon         | Florida State  |
| 7e    | Florida State  | Oregon         |
| 8e    | Missouri       | Missouri       |
| 9e    | Ole Miss       | Ole Miss       |
| 10e   | Ohio State     | Ohio State     |
| 11e   | Arizona        | Arizona        |
| 12e   | LSU            | LSU            |
| 13e   | Penn State     | Penn State     |
| 14e   | Notre Dame     | Notre Dame     |
| 15e   | Oklahoma       | Oklahoma       |
| 16e   | Oklahoma State | Oklahoma State |
| 17e   | Tennessee      | Tennessee      |
| 18e   | Kansas State   | Louisville     |
| 19e   | Louisville     | Kansas State   |
| 20e   | Clemson        | Clemson        |
| 21e   | NC State       | NC State       |
| 22e   | SMU            | Iowa           |
| 23e   | Kansas         | Kansas         |
| 24e   | Iowa           | SMU            |
| 25e   | Liberty        | West Virginia  |

## College Football Playoff
Le système du College Football Playoff est utilisé pour déterminer le champion annuel de la NCAA Division I Football Bowl Subdivision. Treize experts composent un comité qui est chargé d'établir la liste des vingt-cinq meilleures équipes après les matchs des sept derniers week-ends de compétition. Les quatre premières équipes du dernier classement sont qualifiées pour jouer les demi-finales du CFP et les vainqueurs se disputent ensuite le titre lors du College Football Championship Game,.
|  | Demi-finales                                                            | Demi-finales                                         |                                  |    | Finale                                                                            | Finale                                                                            |
|  | Demi-finales                                                            | Demi-finales                                         |                                  |    | Finale                                                                            | Finale                                                                            |
|  |                                                                         |                                                      |                                  |    |                                                                                   |                                                                                   |
|  | Rose Bowl, Rose Bowl, Pasadena, CA, 1er janvier 2024                    | Rose Bowl, Rose Bowl, Pasadena, CA, 1er janvier 2024 |                                  |    | College Football Championship Game 2024, NRG Stadium, Houston, TX, 8 janvier 2024 | College Football Championship Game 2024, NRG Stadium, Houston, TX, 8 janvier 2024 |
|  | Rose Bowl, Rose Bowl, Pasadena, CA, 1er janvier 2024                    | Rose Bowl, Rose Bowl, Pasadena, CA, 1er janvier 2024 |                                  |    | College Football Championship Game 2024, NRG Stadium, Houston, TX, 8 janvier 2024 | College Football Championship Game 2024, NRG Stadium, Houston, TX, 8 janvier 2024 |
|  | #1 Wolverines du Michigan (13-0)                                        | 27                                                   |                                  |    | College Football Championship Game 2024, NRG Stadium, Houston, TX, 8 janvier 2024 | College Football Championship Game 2024, NRG Stadium, Houston, TX, 8 janvier 2024 |
|  | #1 Wolverines du Michigan (13-0)                                        | 27                                                   |                                  |    | College Football Championship Game 2024, NRG Stadium, Houston, TX, 8 janvier 2024 | College Football Championship Game 2024, NRG Stadium, Houston, TX, 8 janvier 2024 |
|  | #4 Crimson Tide de l'Alabama (12-1)                                     | 20                                                   |                                  |    | College Football Championship Game 2024, NRG Stadium, Houston, TX, 8 janvier 2024 | College Football Championship Game 2024, NRG Stadium, Houston, TX, 8 janvier 2024 |
|  | #4 Crimson Tide de l'Alabama (12-1)                                     | 20                                                   | #1 Wolverines du Michigan (14-0) | 34 |                                                                                   |                                                                                   |
|  | Sugar Bowl, Caesars Superdome,La Nouvelle-Orléans, LA, 1er janvier 2024 |                                                      | #1 Wolverines du Michigan (14-0) | 34 |                                                                                   |                                                                                   |
|  |                                                                         | #2 Huskies de Washington (14-0)                      | 13                               |    |                                                                                   |                                                                                   |
|  | #2 Huskies de Washington (13-0)                                         | #2 Huskies de Washington (14-0)                      | 13                               | 37 |                                                                                   |                                                                                   |
|  | #2 Huskies de Washington (13-0)                                         |                                                      |                                  | 37 |                                                                                   |                                                                                   |
|  | #3 Longhorns du Texas (12-1)                                            | 31                                                   |                                  |    |                                                                                   |                                                                                   |
|  | #3 Longhorns du Texas (12-1)                                            | 31                                                   |                                  |    |                                                                                   |                                                                                   |

## Bowls

### Bowls majeurs
| Date             | Heure (EST) (France)    | Bowl                      | Lieu                                             | Équipe 1                         | Score   | Équipe 2                               |
| ---------------- | ----------------------- | ------------------------- | ------------------------------------------------ | -------------------------------- | ------- | -------------------------------------- |
| 29 décembre 2023 | 20 h 00 (30/12, 2 h 00) | Cotton Bowl Classic       | AT&T Stadium Arlington, Texas                    | #9 Tigers du Missouri (10–2)     | 14 - 03 | #7 Buckeyes d'Ohio State (11–1)        |
| 30 décembre 2023 | 12 h 00 (18 h 00)       | Peach Bowl                | Mercedes-Benz Stadium Atlanta, Georgia           | #11 Rebels d'Ole Miss (10–2)     | 38 - 25 | #10 Nittany Lions de Penn State (10–2) |
| 30 décembre 2023 | 16 h 00 (22 h 00)       | Orange Bowl               | Hard Rock Stadium Miami Gardens, Floride         | #6 Bulldogs de la Géorgie (12–1) | 63 - 03 | #5 Seminoles de Florida State (13–0)   |
| 1er janvier 2024 | 13 h 00 (19 h 00)       | Fiesta Bowl               | State Farm Stadium Glendale, Arizona             | #23 Flames de Liberty (13–0)     | 06 - 45 | #8 Ducks de l'Oregon (11–2)            |
| 1er janvier 2024 | 17 h 00 (23 h 00)       | Rose Bowl (½ finale CFP)  | Rose Bowl Pasadena, Californie                   | #1 Wolverines du Michigan (13-0) | 27 - 20 | #4 Crimson Tide de l'Alabama (12-1)    |
| 1er janvier 2024 | 20 h 45 (02 h 45)       | Sugar Bowl (½ finale CFP) | Caesars Superdome La Nouvelle-Orleans, Louisiane | #2 Huskies de Washington (13-0)  | 37 - 31 | #3 Longhorns du Texas (12-1)           |
| 8 janvier 2024   | 19 h 30 (9/01, 01 h 30) | Finale CFP                | NRG Stadium Houston, Texas                       | #1 Wolverines du Michigan (14-0) | 34 - 13 | #2 Huskies de Washington (14-0)        |

### Bowls mineurs
| Date             | Bowl                     | Lieu                                                         | Équipe 1                                      | Score   | Équipe 2                               |
| ---------------- | ------------------------ | ------------------------------------------------------------ | --------------------------------------------- | ------- | -------------------------------------- |
| 16 décembre 2023 | Myrtle Beach Bowl        | Brooks Stadium Conway, Caroline du Sud                       | Eagles de Georgia Southern (6–6)              | 21 - 41 | Bobcats de l'Ohio (9–3)                |
| 16 décembre 2023 | New Orleans Bowl         | Caesars Superdome La Nouvelle-Orléans (Louisiane)            | Gamecocks Jacksonville State (8–4)            | 34ET31  | Ragin' Cajuns de Louisiane (6–6)       |
| 16 décembre 2023 | Cure Bowl                | Exploria Stadium Orlando, Florida                            | Mountaineers d'Appalachian State (8–5)        | 13 - 9  | RedHawks de Miami (OH) (11–2)          |
| 16 décembre 2023 | New Mexico Bowl          | University Stadium Albuquerque, New Mexico                   | Aggies de New Mexico State (10–4)             | 10 - 37 | Bulldogs de Fresno State (8–4)         |
| 16 décembre 2023 | LA Bowl                  | SoFi Stadium Inglewood, Californie                           | Broncos de Boise State (8–5)                  | 22 - 35 | Bruins de l'UCLA (7–5)                 |
| 16 décembre 2023 | Independence Bowl        | Independence Stadium Shreveport (Louisiane)                  | Golden Bears de la Californie (6-6)           | 14 - 34 | Red Raiders de Texas Tech (6-6)        |
| 18 décembre 2021 | Famous Toastery Bowl     | Jerry Richardson Stadium (en) Charlotte, North Carolina      | Hilltoppers de Western Kentucky (7-5)         | 38ET35  | Monarchs d'Old Dominion (6-6)          |
| 19 décembre 2023 | Frisco Bowl              | Toyota Stadium Frisco (Texas)                                | Thundering Herd de Marshall (6-6)             | 17 - 35 | Roadrunners de l'UTSA (8-4)            |
| 21 décembre 2023 | Boca Raton Bowl          | FAU Stadium Boca Raton (Floride)                             | Bulls de South Florida (6-6)                  | 45 - 0  | Orange de Syracuse (6-6)               |
| 22 décembre 2023 | Gasparilla Bowl          | Raymond James Stadium Tampa (Floride)                        | Knights de l'UCF (6-6)                        | 17 - 30 | Yellow Jackets de Georgia Tech (6-6)   |
| 23 décembre 2023 | Birmingham Bowl          | Protective Stadium Birmingham, Alabama                       | Blue Devils de Duke (7-5)                     | 17 - 10 | Trojans de Troy (11-2)                 |
| 23 décembre 2023 | Camellia Bowl            | Cramton Bowl Montgomery (Alabama)                            | Red Wolves d'Arkansas State (6-6)             | 19 - 21 | Huskies de Northern Illinois (6-6)     |
| 23 décembre 2023 | Armed Forces Bowl        | Amon G. Carter Stadium Fort Worth (Texas)                    | Dukes de James Madison (11-1)                 | 21 - 31 | Falcons de l'Air Force (8-4)           |
| 23 décembre 2023 | Famous Idaho Potato Bowl | Albertsons Stadium Boise (Idaho)                             | Panthers de Georgia State (6-6)               | 45 - 22 | Aggies d'Utah State (6-6)              |
| 23 décembre 2023 | 68 Ventures Bowl         | Hancock Whitney Stadium (en) Mobile, (Alabama)               | Jaguars de South Alabama (6-6)                | 59 - 10 | Eagles d'Eastern Michigan (6-6)        |
| 23 décembre 2023 | Las Vegas Bowl           | Allegiant Stadium Paradise, Nevada                           | Wildcats de Northwestern (7-5)                | 14 - 07 | Utes de l'Utah (8-4)                   |
| 23 décembre 2023 | Hawaii Bowl              | Clarence T. C. Ching Athletics Complex (en) Honolulu (Hawaï) | Spartans de San Jose State (7-5)              | 14 - 24 | Chanticleers de Coastal Carolina (7-5) |
| 26 décembre 2023 | Quick Lane Bowl          | Ford Field Detroit (Michigan)                                | Falcons de Bowling Green (7-5)                | 24 - 30 | Golden Gophers du Minnesota (5-7)      |
| 26 décembre 2023 | First Responder Bowl     | Gerald J. Ford Stadium University Park (Texas)               | Bobcats de Texas State (7-5)                  | 45 - 21 | Owls de Rice (6-6)                     |
| 26 décembre 2023 | Guaranteed Rate Bowl     | Chase Field Phoenix (Arizona)                                | Jayhawks du Kansas (8-4)                      | 49 - 36 | Rebels de l'UNLV (8-4)                 |
| 27 décembre 2023 | Military Bowl            | Navy-Marine Corps Memorial Stadium Annapolis (Maryland)      | Green Wave de Tulane (11-2)                   | 20 - 41 | Hokies de Virginia Tech (6-6)          |
| 27 décembre 2023 | Duke's Mayo Bowl         | Bank of America Stadium Charlotte (Caroline du Nord)         | Mountaineers de la Virginie-Occidentale (8-4) | 30 - 10 | Tar Heels de la Caroline du Nord (8-4) |
| 27 décembre 2023 | Holiday Bowl             | Petco Park San Diego (Californie)                            | Trojans de l'USC (7-5)                        | 42 - 28 | #15 Cardinals de Louisville (10-3)     |
| 27 décembre 2023 | Texas Bowl               | NRG Stadium Houston (Texas)                                  | #20 Cowboys d'Oklahoma State (9-4)            | 31 - 23 | Aggies de Texas A&M (7-5)              |
| 28 décembre 2023 | Fenway Bowl              | Fenway Park Boston (Massachusetts)                           | #24 Mustangs de SMU (11-2)                    | 14 - 23 | Eagles de Boston College (6-6)         |
| 28 décembre 2023 | Pinstripe Bowl           | Yankee Stadium Bronx, New York (New York)                    | Scarlet Knights de Rutgers (6-6)              | 31 - 24 | Hurricanes de Miami (7-5)              |
| 28 décembre 2023 | Pop-Tarts Bowl           | Camping World Stadium Orlando (Floride)                      | #25 Wildcats de Kansas State (8–4)            | 28 - 19 | #18 Wolfpack de NC State (9–3)         |
| 28 décembre 2023 | Alamo Bowl               | Alamodome San Antonio (Texas)                                | #14 Wildcats de l'Arizona (9–3)               | 38 - 24 | #12 Sooners de l'Oklahoma (10–2)       |
| 29 décembre 2023 | Gator Bowl               | EverBank Stadium Jacksonville (Floride)                      | Wildcats du Kentucky (7–5)                    | 35 - 38 | #22 Tigers de Clemson (8–4)            |
| 29 décembre 2023 | Sun Bowl                 | Sun Bowl Stadium El Paso (Texas)                             | #19 Beavers d'Oregon State (8–4)              | 08 - 40 | #16 Fighting Irish de Notre Dame (9–3) |
| 29 décembre 2023 | Liberty Bowl             | Simmons Bank Liberty Stadium Memphis (Tennessee)             | Tigers de Memphis (9–3)                       | 36 - 26 | Cyclones d'Iowa State (7–5)            |
| 30 décembre 2023 | Music City Bowl          | Nissan Stadium Nashville (Tennessee)                         | Terrapins du Maryland (7–5)                   | 31 - 13 | Tigers d'Auburn (6–6)                  |
| 30 décembre 2023 | Arizona Bowl             | Arizona Stadium Tucson (Arizona)                             | Rockets de Toledo (11–2)                      | 15 - 16 | Cowboys du Wyoming (8–4)               |
| 1er janvier 2024 | ReliaQuest Bowl          | Raymond James Stadium Tampa (Floride)                        | #13 Tigers de LSU (9–3)                       | 35 - 31 | Badgers du Wisconsin(7–5)              |
| 1er janvier 2024 | Citrus Bowl              | Camping World Stadium Orlando (Floride)                      | #21 Volunteers du Tennessee (8–4)             | 35 - 0  | #17 Hawkeyes de l'Iowa (10–3)          |

### Statistiques des bowls par conférences
| Conférence   | Bowls | Bowls         | Bowls |
| ------------ | ----- | ------------- | ----- |
| Conférence   | Nb.   | (Vic. - Déf.) | %     |
| AAC          | 6     | 3 - 3         | 050,0 |
| ACC          | 11    | 5 - 6         | 44,5  |
| B10          | 9     | 5 - 4         | 55,6  |
| B12          | 9     | 5 - 4         | 55,6  |
| C-USA        | 4     | 2 - 2         | 50,0  |
| Indépendants | 1     | 1 - 0         | 100,0 |
| MAC          | 6     | 2 - 4         | 33,3  |
| MWC          | 7     | 3 - 4         | 42,9  |
| Pac-12       | 8     | 5 - 3         | 62,5  |
| SEC          | 9     | 5 - 4         | 55,6  |
| Sun Belt     | 12    | 5 - 7         | 041,7 |

## Récompenses

### Trophée Heisman
Le Trophée Heisman récompense le joueur universitaire «le plus remarquable» :
| Place | Joueurs finalistes  | Équipes    | Postes | Points |
| ----- | ------------------- | ---------- | ------ | ------ |
| 1     | Jayden Daniels      | LSU        | QB     | 2 029  |
| 2     | Michael Penix Jr.   | Washington | QB     | 1 701  |
| 3     | Bo Nix              | Oregon     | QB     | 885    |
| 4     | Marvin Harrison Jr. | Ohio State | WR     | 352    |

### Autres trophées

#### Joueurs
| Dénomination du trophée                                                                | Joueur                 | Poste            | Équipe         | Réf.   |
| -------------------------------------------------------------------------------------- | ---------------------- | ---------------- | -------------- | ------ |
| Trophée Associated Press (meilleur joueur de la saison)                                | Jayden Daniels         | Quarterback      | LSU            | [ 27 ] |
| Lombardi Award (meilleur joueur de la saison)                                          | Laiatu Latu            | Defensive end    | UCLA           | [ 28 ] |
| Maxwell Award (meilleur joueur de la saison)                                           | Michael Penix Jr.      | Quarterback      | Washington     | [ 29 ] |
| Trophée Sporting News (meilleur joueur de la saison)                                   | Jayden Daniels         | Quarterback      | LSU            | [ 30 ] |
| Walter Camp Award (meilleur joueur de la saison)                                       | Jayden Daniels         | Quarterback      | LSU            | [ 31 ] |
| Trophée Burlsworth (meilleur joueur ayant commencé sa carrière NCAA comme « walk-on ») | Cody Schrader          | Running back     | Missouri       | [ 32 ] |
| Paul Hornung Award (en)                                                                | Travis Hunter          | WR / CB          | Colorado       | [ 33 ] |
| Trophée William V. Campbell                                                            | Bo Nix                 | Quarterback      | Oregon         | [ 34 ] |
| Trophée Wuerffel                                                                       | Ladd McConkey          | Wide receiver    | Georgia        | [ 35 ] |
| Trophée Outland (meilleur joueur de ligne intérieur, offensif ou défensif)             | T'Vondre Sweat         | Defensive tackle | Texas          | [ 36 ] |
| Trophée Jon-Cornish (meilleur joueur canadien)                                         | Elic Ayomanor          | Wide receiver    | Stanford       | [ 37 ] |
| Quarterback                                                                            |                        |                  |                |        |
| Davey O'Brien Award                                                                    | Jayden Daniels         | Quarterback      | LSU            | ,      |
| Johnny Unitas Award (senior/4e année)                                                  | Jayden Daniels         | Quarterback      | LSU            | ,      |
| Manning Award                                                                          | Jayden Daniels         | Quarterback      | LSU            |        |
| Running back                                                                           |                        |                  |                |        |
| Doak Walker Award                                                                      | Ollie Gordon II        | Running back     | Oklahoma State | [ 40 ] |
| Wide receiver                                                                          |                        |                  |                |        |
| Fred Biletnikoff Award                                                                 | Marvin Harrison Jr.    | Wide receiver    | Ohio State     | [ 41 ] |
| Tight end                                                                              |                        |                  |                |        |
| John Mackey Award                                                                      | Brock Bowers           | Tight end        | Georgia        | [ 42 ] |
| Hommes de ligne                                                                        |                        |                  |                |        |
| Trophée Dave Rimington (center)                                                        | Jackson Powers-Johnson | Center           | Oregon         |        |
| Trophée Bronko Nagurski (meilleur joueur défensif)                                     | Xavier Watts           | Safety           | Notre Dame     | [ 43 ] |
| Chuck Bednarik Award (meilleur joueur défensif)                                        | Payton Wilson          | Linebacker       | NC State       | [ 44 ] |
| Trophée Lott (meilleur impact défensif)                                                | Junior Colson          | Linebacker       | Michigan       | [ 45 ] |
| Ted Hendricks Award (meilleur joueur de la ligne défensive)                            | Laiatu Latu            | Defensive end    | UCLA           | [ 46 ] |
| Linebacker                                                                             |                        |                  |                |        |
| Dick Butkus Award (linebacker)                                                         | Payton Wilson          | Linebacker       | NC State       | [ 47 ] |
| Defensive back                                                                         |                        |                  |                |        |
| Jim Thorpe Award                                                                       | Trey Taylor            | Safety           | Air Force      | [ 48 ] |
| Équipes spéciales                                                                      |                        |                  |                |        |
| Lou Groza Award (kicker)                                                               | Graham Nicholson       | Placekicker      | Miami (OH)     | [ 49 ] |
| Ray Guy Award (punter)                                                                 | Tory Taylor            | Punter           | Iowa           | [ 50 ] |
| Jet Award (spécialiste des retours)                                                    | Zachariah Branch       | Returner         | USC            |        |
| Patrick Mannelly Award (en) (long snapper)                                             | Joe Shimko             | Long snapper     | NC State       | [ 51 ] |

#### Entraîneurs

##### Entraîneurs principaux
| Dénomination du trophée                 | Entraîneur   | Équipe        | Réf.   |
| --------------------------------------- | ------------ | ------------- | ------ |
| Bobby Dodd Coach of the Year            | Mike Norvell | Florida State | [ 52 ] |
| Paul « Bear » Bryant Award              | Mike Norvell | Florida State | [ 52 ] |
| AFCA Coach of the Year (en)             | Kalen DeBoer | Washington    | [ 53 ] |
| Associated Press Coach of the Year (en) | Kalen DeBoer | Washington    | [ 53 ] |
| Eddie Robinson Coach of the Year        | Kalen DeBoer | Washington    | [ 53 ] |
| George Munger Award (en)                | Kalen DeBoer | Washington    | [ 53 ] |
| Home Depot Coach of the Year            | Kalen DeBoer | Washington    | [ 53 ] |
| Walter Camp Coach of the Year           | Kalen DeBoer | Washington    | [ 53 ] |

##### Entraîneurs adjoints
| Dénomination du trophée          | Entraîneur  | Poste                 | Équipe | Réf.   |
| -------------------------------- | ----------- | --------------------- | ------ | ------ |
| AFCA Assistant Coach of the Year | Phil Parker | Coordinateur défensif | Iowa   | [ 53 ] |
| Broyles Award                    | Phil Parker | Coordinateur défensif | Iowa   | [ 53 ] |